# Anallacta methanoides
Anallacta methanoides är en kackerlacksart som beskrevs av Robert Walter Campbell Shelford 1908. Anallacta methanoides ingår i släktet Anallacta och familjen småkackerlackor.
Artens utbredningsområde är Madagaskar. Inga underarter finns listade i Catalogue of Life.